# SMS Lützow
SMS Lützow là chiếc tàu chiến-tuần dương thứ hai thuộc lớp Derfflinger của Hải quân Đế quốc Đức được chế tạo ngay trước khi Chiến tranh Thế giới thứ nhất nổ ra. Được đặt hàng nhằm thay thế cho chiếc tàu tuần dương bảo vệ Kaiserin Augusta, Lützow được hạ thủy vào ngày 29 tháng 11 năm 1913, nhưng chỉ hoàn tất vào năm 1916. Là một tàu chị em của Derfflinger, Lützow hơi khác biệt do được trang bị thêm một cặp pháo hạng hai 15 cm (5,9 in) và thêm một ngăn kín nước trong lườn tàu. Nó được đặt tên theo viên tướng Phổ Ludwig Adolf Wilhelm von Lützow, người đã tham gia cuộc Chiến tranh Napoleon.
Lützow được đưa ra hoạt động vào ngày 8 tháng 8 năm 1915, nhưng chỉ gia nhập Đội Tuần tiễu 1 vào ngày 20 tháng 3 năm 1916 do bị hư động cơ trong khi chạy thử máy; sau khi hầu hết các hoạt động chủ yếu của lực lượng tàu chiến-tuần dương Đức đã diễn ra. Kết quả là nó tham gia rất ít hoạt động tác chiến. Lützow chỉ tham gia một hoạt động bắn phá Yarmouth và Lowestoft vào ngày 24-25 tháng 4 năm 1916, sau đó nó trở thành soái hạm của Đô đốc Franz von Hipper; một tháng sau nó tham gia trận Jutland vào ngày 31 tháng 5-1 tháng 6, nơi nó đã cùng chiếc tàu chị em Derfflinger đánh chìm tàu chiến-tuần dương Anh Invincible, và đôi khi được cho là cùng có công đánh chìm chiếc tàu tuần dương bọc thép Defence. Tuy nhiên, nó bị hư hại nặng do bị đánh trúng 24 quả đạn pháo hạng nặng; với mũi tàu ngập nước nặng, con tàu không thể điều khiển được và không thể xoay trở để quay trở về cảng nhà; và sau khi thủy thủ đoàn được cho di tản, nó bị đánh chìm bằng ngư lôi từ tàu phóng lôi G38.

## Thiết kế và chế tạo
Lützow được đặt hàng dưới tên gọi tạm thời Ersatz Kaiserin Augusta để thay thế cho chiếc tàu tuần dương bảo vệ cũ Kaiserin Augusta vốn đã đến 20 năm tuổi. Được chế tạo bởi xưởng tàu Schichau-Werft tại Danzig, lườn của Lützow được đặt vào tháng 5 năm 1912 và nó được hạ thủy vào ngày 29 tháng 11 năm 1913. Lützow được đưa vào hoạt động để chạy thử máy vào ngày 8 tháng 8 năm 1915 và được gửi đến Kiel vào ngày 23 tháng 8, nơi nó hoàn tất các trang bị sau cùng bao gồm dàn vũ khí. Trong khi đang chạy thử máy vào ngày 25 tháng 10, turbine áp lực thấp bên mạn trái bị hỏng nặng; công việc sửa chữa được tiến hành tại Kiel cho đến cuối  tháng 1 năm 1916, sau đó lại tiếp tục các đợt chạy thử máy khác. Công việc này kết thúc vào ngày 19 tháng 2, và Lützow được phân về Đội Tuần tiễu 1 vào ngày 20 tháng 3; nó gia nhập đơn vị mới bốn ngày sau đó.
Vào lúc hoàn tất, Lützow có trọng lượng choán nước gần 27.000 t (27.000 tấn Anh; 30.000 tấn Mỹ) và dài 210 m (690 ft). Nó có thể đạt được tốc độ tối đa 26,4 kn (48,9 km/h; 30,4 mph), và có khả năng di chuyển 5.600 hải lý (10.400 km; 6.400 mi) ở tốc độ đường trường 14 kn (26 km/h; 16 mph). Được trang bị tám khẩu pháo 30,5 cm (12,0 in) SK L/50, Lützow cùng với tàu chị em Derfflinger là những tàu chiến-tuần dương lớn nhất và mạnh mẽ nhất vào lúc đó.

## Lịch sử hoạt động

### Bắn phá Yarmouth và Lowestoft
Hoạt động lớn đầu tiên mà Lützow tham gia là trận bắn phá các thị trấn bờ biển Anh Yarmouth và Lowestoft vào ngày 24–25 tháng 4. Tư lệnh Đội Tuần tiễu 1 vào lúc đó, Phó đô đốc Franz von Hipper, đang nghỉ phép do bệnh, nên các con tàu Đức được tạm thời đặt dưới quyền chỉ huy của Chuẩn đô đốc Friedrich Bödicker. Soái hạm Seydlitz, được tháp tùng bởi Derfflinger, Lützow, Moltke và Von der Tann rời Jade Estuary lúc 10 giờ 55 phút ngày 24 tháng 4, được hỗ trợ bởi một lực lượng hộ tống bao gồm sáu tàu tuần dương hạng nhẹ và hai chi hạm đội tàu phóng lôi. Các đơn vị hạng nặng của Hạm đội Biển khơi, dưới quyền chỉ huy của Đô đốc Reinhard Scheer, lên đường lúc 13 giờ 40 phút, với mục đích hỗ trợ từ xa cho các con tàu của Bödicker. Bộ Hải quân Anh đã biết được việc xuất quân của Đức nhờ thu thập tình báo vô tuyến, nên đã cho xuất kích Hạm đội Grand lúc 15 giờ 50 phút.
Đến 14 giờ 00, các con tàu của Bödicker đến một địa điểm ngoài khơi Norderney, nơi ông quay mũi các con tàu về phía Bắc nhằm tránh các trinh sát viên Hà Lan trên đảo Terschelling. Lúc 15 giờ 38 phút, Seydlitz trúng phải một quả mìn, làm thủng một lỗ trên lườn tàu kéo dài 15 m (49 ft) ngay phía sau ống phóng ngư lôi bên mạn phải, và khiến khoảng 1.400 t (1.400 tấn Anh; 1.500 tấn Mỹ) nước tràn vào trong con tàu. Seydlitz phải quay trở lại, cùng với các tàu tuần dương hạng nhẹ theo hộ tống, ở tốc độ 15 kn (28 km/h). Bốn chiếc tàu chiến-tuần dương kia lập tức chuyển về phía Nam hướng đến Norderney nhằm tránh các quả mìn khác. Đến 16 giờ 00, Seydlitz thoát khỏi nguy hiểm trước mắt, nên nó dừng lại để Bödicker rời tàu, và chiếc tàu phóng lôi V28 đưa vị đô đốc trở lại chiếc Lützow.
Lúc 04 giờ 50 phút ngày 25 tháng 4, các tàu chiến-tuần dương Đức tiếp cận Lowestoft khi các tàu tuần dương hạng nhẹ Rostock và Elbing đang hộ tống phía bên sườn Nam trông thấy các tàu tuần dương hạng nhẹ và tàu khu trục thuộc lực lượng Harwich dưới quyền Thiếu tướng Hải quân Reginald Tyrwhitt. Bödicker, không bị thu hút bởi các con tàu Anh, tiếp tục ra lệnh xoay khẩu pháo của các con tàu dưới quyền nhắm vào Lowestoft. Ở cự ly khoảng 14.000 yd (13.000 m), hai khẩu đội pháo 6 inch (15 cm) bờ biển đối phương bị phá hủy cùng một số thiệt hại cho chính thị trấn, bao gồm việc phá hủy khoảng 200 căn nhà.
Lúc 05 giờ 20 phút, các tàu bắn phá Đức quay mũi về phía Bắc hướng về Yarmouth, đến nơi lúc 05 giờ 42 phút. Tầm nhìn kém đến mức mỗi chiếc tàu Đức chỉ có thể bắn một loạt đạn pháo, ngoại trừ Derfflinger đã bắn 14 phát đạn từ dàn pháo chính. Chúng quay đầu trở lại hướng Nam, và đến 05 giờ 47 phút lại bắt gặp Lực lượng Harwich lần thứ hai, vốn đã bị đối đầu bởi sáu chiếc tàu tuần dương hạng nhẹ theo hộ tống. Các con tàu của Bödicker nổ súng ở khoảng cách 12.000 m (13.000 yd). Tyrwhitt lập tức quay mũi các con tàu của mình và thoát về phía Nam, nhưng chỉ sau khi chiếc tàu tuần dương Conquest chịu đựng hư hại nặng. Do các báo cáo về tàu ngầm Anh và các cuộc tấn công bằng ngư lôi, Bödicker bỏ dỡ việc truy đuổi quay mũi về phía Đông hướng đến Hạm đội Biển khơi. Vào lúc này, Scheer được cảnh báo về việc Hạm đội Grand đã khởi hành từ Scapa Flow nên cũng quay trở lại vùng biển Đức.

### Trận Jutland
Lúc 02 giờ 00 giờ Trung Âu ngày 31 tháng 5 năm 1916 Đội Tuần tiễu 1 dưới quyền chỉ huy của Hipper rời vũng biển Jade; Lützow, soái hạm của Hipper, là chiếc dẫn đầu đội hình, theo sau là chiếc tàu chị em Derfflinger và các chiếc Seydlitz, Moltke và Von der Tann. Chúng được tháp tùng bởi Đội Tuần tiễu 2 dưới quyền Chuẩn đô đốc Bödicker, bao gồm bốn tàu tuần dương hạng nhẹ Frankfurt (soái hạm), Wiesbaden, Pillau và Elbing. Lực lượng trinh sát được hộ tống bởi 30 tàu phóng lôi thuộc các chi hạm đội 2, 6 và 9 dưới sự dẫn dắt của tàu tuần dương hạng nhẹ Regensburg.
Một giờ rưỡi sau đó, phần chủ lực của Hạm đội Biển khơi dưới quyền chỉ huy của Đô đốc Reinhard Scheer rời Jade Estuary, một lực lượng bao gồm 16 thiết giáp hạm dreadnought có sự tháp tùng của Đội Tuần tiễu 4 bao gồm các tàu tuần dương hạng nhẹ Stettin, München, Hamburg, Frauenlob và Stuttgart cùng 31 tàu phóng lôi thuộc các chi hạm đội 1, 3, 5 và 7, do tàu tuần dương hạng nhẹ Rostock dẫn đầu. Sáu chiếc thiết giáp hạm tiền-dreadnought thuộc Hải đội Chiến trận 2 cũng khởi hành từ Elbe roads lúc 02 giờ 45 phút và gặp gỡ hạm đội chiến trận lúc 05 giờ 00. Chiến dịch này là sự lặp lại các hoạt động của Hạm đội Đức trước đây: tìm cách thu hút một phần lực lượng của Hạm đội Grand để tiêu diệt chúng.

#### Các hoạt động mở màn

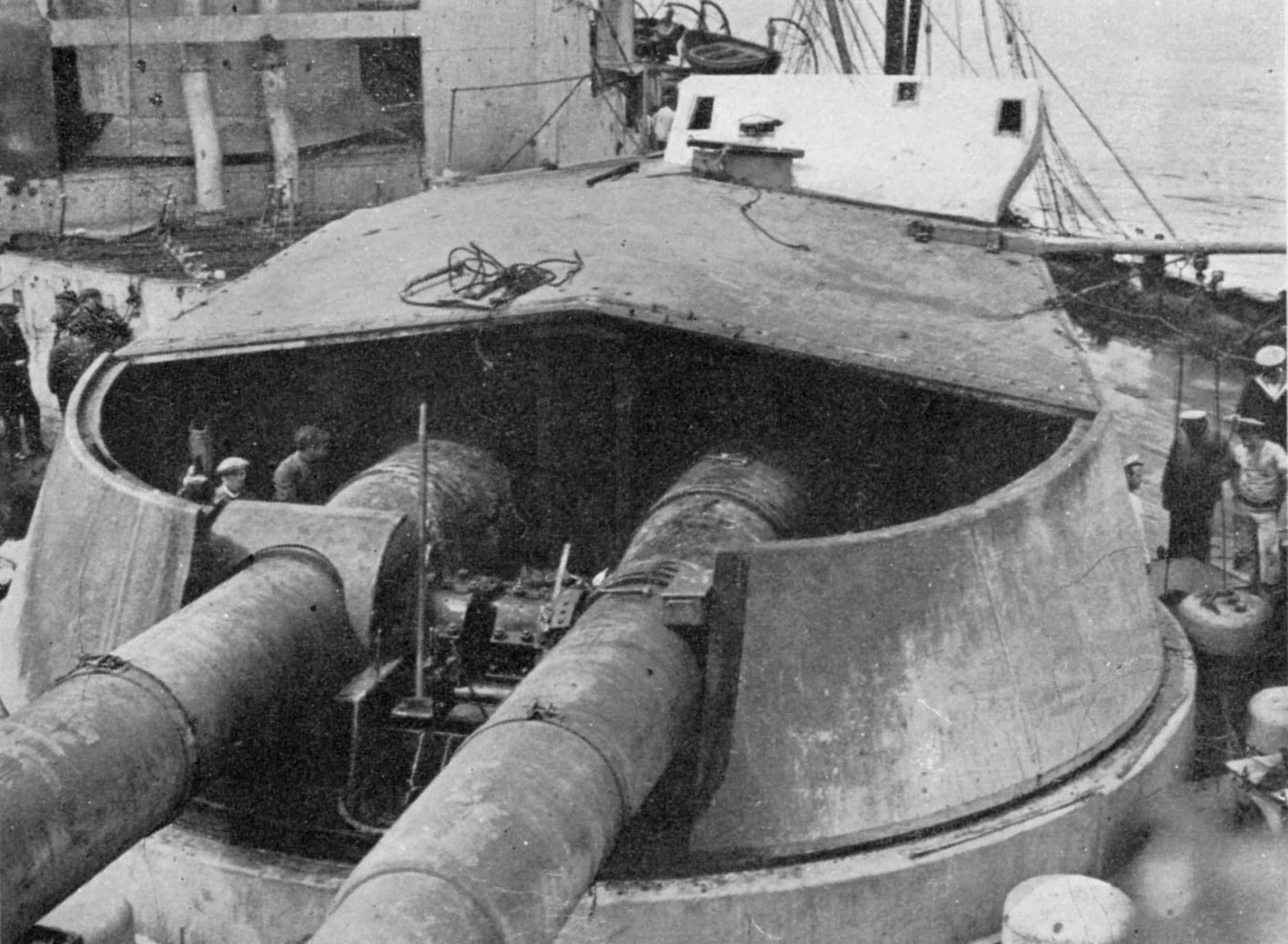
Tháp pháo "Q" bị hỏng nặng của HMS Lion sau trận chiến

Không lâu trước 16 giờ 00, lực lượng của Hipper đã đụng độ với Hải đội Tàu chiến-Tuần dương 1 Anh dưới quyền Phó đô đốc David Beatty. Lúc 16 giờ 00, Hipper ra mệnh lệnh "Dồn hỏa lực sang mạn trái" trên tháp tín hiệu của Lützow. Các con tàu Đức là những chiếc đã nổ súng đầu tiên, ở cự ly khoảng 14.000 m (15.000 yd). Hai chiếc tàu chiến-tuần dương Anh dẫn đầu, Lion và Princess Royal, tập trung hỏa lực của chúng nhắm vào Lützow. Các máy đo tầm xa phía Anh đã đo sai khoảng cách đến các mục tiêu Đức, nên loạt đạn pháo đầu tiên do các tàu Anh bắn trượt quá một hải lý đối với các tàu chiến-tuần dương Đức. Khi hai hàng tàu chiến-tuần dương được bố trí để đối đầu với nhau, Lützow bắt đầu đấu pháo tay đôi với đối thủ tương ứng trong hàng của nó là Lion. Đến 16 giờ 10 phút, Lützow đã bắn trúng đối thủ hai lần, nhưng không gây thiệt hại nào đáng kể. Chín phút sau, Lion ghi được phát trúng đích đầu tiên trên Lützow, một loạt đạn pháo từ con tàu Anh đã trúng vào sàn tàu phía trước, nhưng cũng chỉ gây hư hại nhẹ. Gần như cùng lúc đó, Lützow đánh trúng một đòn đáng kể vào đối thủ: một quả đạn pháo 30,5 cm (12,0 in) đã xuyên thủng nóc tháp pháo "Q" giữa tàu của Lion, làm kích nổ số đạn dược chứa tại đây. Chỉ nhờ hành động dứt khoát của Thiếu tá Francis Harvey, người đã bị tử thương khi ra lệnh làm ngập nước hầm đạn ngay lập tức, mà con tàu đã tránh được thảm họa nổ hầm đạn. Cho dù vậy, khoảng 30 phút sau, đám cháy trong tháp pháo vẫn lan đến phòng nạp đạn pháo ngay bên trên hầm đạn, làm cháy các liều thuốc phóng chứa tại đây. Hậu quả của vụ nổ có thể đã phá hủy con tàu nếu như hầm đạn chưa được làm ngập nước.
Lúc 17 giờ 03 phút, chiếc tàu chiến-tuần dương Anh cuối cùng trong hàng là Indefatigable trúng nhiều phát đạn pháo từ đối thủ Von der Tann. Hầm đạn phía trước của nó bị xuyên thủng và bốc cháy; vụ nổ dữ dội tiếp theo đã xé toang con tàu. Không lâu sau đó, Lützow ghi thêm được nhiều phát trúng trên Lion nhưng không gây hư hại đáng kể. Trong một nỗ lực nhằm sắp xếp lại đội hình, Đô đốc Beatty chuyển hướng các con tàu dưới quyền 2 point để tách ra trong khi các thiết giáp hạm lớp Queen Elizabeth thuộc Hải đội Chiến trận 5, tiến đến gần và bắt đầu bắn pháo hỗ trợ. Khi các tàu chiến-tuần dương Anh chuyển hướng, Seydlitz và Derfflinger có thể tập trung hỏa lực nhắm vào Queen Mary. Những người chứng kiến cho biết có ít nhất 5 quả đạn pháo từ hai loạt đạn đã bắn trúng con tàu, gây ra một vụ nổ khủng khiếp làm Queen Mary vỡ làm đôi. Không lâu sau khi Queen Mary bị phá hủy, tàu khu trục của cả hai phía bắt đầu tìm cách tấn công bằng ngư lôi vào đối phương. Các tàu khu trục Anh Nestor và Nicator, mỗi chiếc đã phóng hai quả ngư lôi nhắm vào Lützow nhưng cả bốn đều bị trượt.
Những chiếc dẫn đầu của Hạm đội Biển khơi Đức lúc 18 giờ 00 đã đi đến tầm bắn hiệu quả đối với các con tàu Anh, và bắt đầu nả pháo xuống các tàu chiến-tuần dương Anh cùng các thiết giáp hạm lớp Queen Elizabeth. Trong cuộc đụng độ kết hợp giữa Hạm đội Đức với hải đội Tàu chiến-tuần dương 1 và Hải đội Chiến trận 5 của Anh, Lützow bị hư hại cả hai bộ thu phát vô tuyến, nên từ lúc đó chỉ còn phương thức duy nhất để liên lạc bằng đèn hiệu.

#### Hạm đội chiến trận đối đầu
Không lâu sau 19 giờ 00, tàu tuần dương Đức Wiesbaden bị bắn hỏng bởi một phát đạn pháo của tàu chiến-tuần dương Anh Invincible. Các tàu chiến-tuần dương Đức bẻ lái một góc 16 point (180°) về hướng Đông Bắc và đi hết tốc độ để trợ giúp chiếc tàu tuần dương; Hải đội Chiến trận 3, vốn bao gồm những thiết giáp hạm mạnh nhất của Hải quân Đức, cũng đổi hướng để giúp đỡ Wiesbaden. Cùng lúc đó, các hải đội tuần dương nhẹ 3 và 4 của Anh cũng bắt đầu một đợt tấn công bằng ngư lôi vào hàng chiến trận Đức; và trong lúc tiếp cận để phóng ngư lôi, chúng cũng nả pháo tấn công Wiesbaden bằng dàn pháo chính. Đang khi di chuyển lên hướng Đông Bắc, các tàu khu trục Anh Onslow và Acasta tìm cách tiếp cận Lützow để phóng ngư lôi, nhưng không thành công. Onslow bị pháo hạng hai của Lützow bắn trúng ba lần và bị buộc phải rút lui.
Lúc 19 giờ 15 phút, các tàu chiến-tuần dương Đức phát hiện tàu tuần dương bọc thép Anh Defence vốn đang tham gia tấn công Wiesbaden. Hipper thoạt tiên do dự, nghi ngờ rằng đó là tàu tuần dương Đức Rostock, nhưng đến 19 giờ 16 phút, Đại tá (Kapitän zur See) Harder, hạm trưởng của Lützow, ra lệnh nổ súng; các tàu chiến Đức khác tiếp nối theo ngay sau đó trong trận chiến hỗn loạn; Lützow đã bắn nhanh năm loạt pháo qua mạn nối tiếp nhau. Trong vòng chưa đầy 5 phút, Defence trúng nhiều phát đạn pháo hạng nặng từ các con tàu Đức. Một loạt đạn pháo xuyên thủng hầm đạn của con tàu và hậu quả vụ nổ khủng khiếp đã phá hủy chiếc tàu tuần dương.

Invincible đang nổ tung

Lúc 19 giờ 24 phút, Hải đội Tàu chiến-Tuần dương 3 của Anh tập hợp cùng với các tàu chiến-tuần dương còn lại của Beatty phía trước hàng chiến trận Đức. Những tàu chiến Anh dẫn đầu trông thấy Lützow và Derfflinger, và bắt đầu nả pháo vào chúng. Chỉ trong vòng 8 phút, tàu chiến-tuần dương Invincible đã bắn trúng Lützow 8 phát, chủ yếu tập trung vào phía mũi tàu và là nguyên nhân chính gây ngập nước vốn sau này làm nó bị chìm. Đáp trả lại, cả Lützow lẫn Derfflinger đều tập trung hỏa lực nhắm vào Invincible, rồi đến 19 giờ 33 phút, loạt đạn pháo thứ ba của Lützow đã xuyên thủng tháp pháo giữa của Invincible và kích nổ hầm đạn. Chiếc tàu chiến Anh biến mất sau một loạt vụ nổ dữ dội.
Đến 19 giờ 30 phút, Hạm đội Biển khơi, vốn cho đến lúc đó vẫn đang săn đuổi các tàu chiến–tuần dương Anh, vẫn chưa đụng độ với Hạm đội Grand. Scheer đã cân nhắc đến việc cho rút lui các lực lượng của mình trước khi bóng đêm phô bày các con tàu ra trước các cuộc tấn công của tàu phóng lôi. Tuy nhiên, ông chưa kịp đưa ra quyết định khi các thiết giáp hạm dẫn đầu của mình bắt đầu đối địch với thành phần chủ lực của Hạm đội Grand. Sự phát triển này khiến cho Scheer không thể rút lui, vì như vậy sẽ phải hy sinh các thiết giáp hạm tiền-dreadnought cũ hơn của Hải đội Chiến trận 2 dưới quyền chỉ huy của Chuẩn Đô đốc Franz Mauve, còn nếu sử dụng các thiết giáp hạm dreadnought và tàu chiến-tuần dương hỗ trợ cho việc rút lui của chúng sẽ phô bày những con tàu mạnh nhất của mình ra trước hỏa lực áp đảo của phía Anh. Thay vào đó, Scheer ra lệnh cho các con tàu dưới quyền bẻ lái 16 point (180°) sang mạn phải, đưa những chiếc thiết giáp hạm tiền-dreadnought về một vị trí tương đối an toàn bên phía rút lui của hàng chiến trận Đức.

#### Lützowrút lui
Các tàu chiến–tuần dương khác tiếp nối theo việc chuyển hướng, nhưng Lützow đã bị mất tốc độ và không thể theo kịp. Thay vào đó con tàu cố gắng rút lui về hướng Tây Nam để tránh hỏa lực phía Anh đang giáng xuống. Lúc 20 giờ 00, việc ngập nước phần mũi con tàu đã lan đến hầm đạn tháp pháo phía trước; pháo thủ của khẩu đội cố gắng đem càng nhiều đạn pháo và liều thuốc phóng có thể chất được trong phòng đạn pháo bên dưới tháp pháo. Không lâu trước đó, lúc 19 giờ 50 phút, Thiếu tướng Hải quân Michelson bên trên chiếc tàu tuần dương Rostock đã cho tách ra các tàu phóng lôi thuộc Bán chi hạm đội 1 để trợ giúp Lützow. Chiếc G39 đã đến cặp bên mạn đón Hipper cùng ban tham mưu của ông lên tàu để chuyển đến một tàu chiến-tuần dương khác; trong khi V45 và G37 thả một làn khói giữa con tàu bị đánh tơi tả và hàng chiến trận Anh, tuy nhiên, lúc 20 giờ 15 phút, trước khi công việc này kết thúc, Lützow lại bị trúng liên tiếp bốn quả đạn pháo hạng nặng nữa. Một quả đánh trúng tháp pháo bắn thượng tầng phía trước, tạm thời loại nó khỏi vòng chiến, đồng thời kích nổ một liều thuốc phóng tại đây làm phá hủy khẩu pháo bên phải. Phát thứ hai làm hỏng cơ cấu xoay điện của tháp pháo cuối cùng, khiến buộc phải vận hành bằng tay. Lützow bắn ra phát đạn pháo sau cùng lúc 20 giờ 45 phút, khi làn khói che khuất nó khỏi hàng chiến trận Anh.
Khi hạm đội Đức bắt đầu rút lui sau khi trời tối, Lützow, di chuyển với tốc độ 15 kn (28 km/h), tìm cách băng qua phía sau hàng chiến trận Đức tìm vị trí an toàn bên phía rút lui. Lúc 21 giờ 30 phút, con tàu ngập sâu hơn trong biển; nước bắt đầu tràn lên sàn tàu và lên sàn trước bên trên sàn chính bọc thép, cho thấy vấn đề bắt đầu nghiêm trọng. Đến 22 giờ 13 phút, chiếc tàu chiến Đức cuối cùng trong hàng mất dấu Lützow vốn không thể theo kịp hạm đội. Đô đốc Scheer hy vọng trong bóng tối đầy sương mù, Lützow có thể tránh bị phát hiện và quay trở về một cảng Đức an toàn.

#### Lützowbị đánh đắm
Đến nữa đêm, vẫn còn hy vọng rằng Lützow bị thương nặng có thể quay trở về cảng. Con tàu vẫn còn khả năng di chuyển với tốc độ 7 kn (13 km/h) cho đến khoảng 00 giờ 45 phút rạng sáng ngày 1 tháng 6 năm 1916 khi nó bắt đầu ngập thêm nhiều nước. Đến 01 giờ 00, quá nhiều nước ngập trong lườn tàu khiến các bơm không thể cáng đáng; nước bắt đầu ngập đến ngăn máy phát điện phía trước, buộc thủy thủ phải làm việc trong ánh nến. Lützow ngập sâu trong nước đến mức lúc 01 giờ 30 phút nước bắt đầu ngập đến phòng nồi hơi phía trước. Đến lúc đó, hầu hết mọi ngăn ở phần mũi tàu, cho đến tháp chỉ huy và bên dưới sàn chính bọc thép, đều đã ngập nước toàn bộ. Nước cũng tràn qua các lỗ thủng do trúng đạn pháo ở sàn trước bên trên sàn bọc thép, và hầu hết phần bên trên của con tàu phía trước bệ tháp pháo tận cùng phía trước cũng ngập nước. Thủy thủ của chiếc tàu chiến-tuần dương đã ba lần tìm cách bịt các lỗ thủng do đạn pháo, nhưng tình trạng ngập nước ngày càng tồi tệ, mớn nước tăng và nước tràn nhiều qua sàn tàu đã ngăn trở công việc sửa chữa.
Thủy thủ đoàn tìm cách đổi hướng và chạy lùi con tàu, nhưng nỗ lực này phải hủy bỏ khi mũi tàu bị chìm sâu đến mức các chân vịt đã nhô một phần bên trên mực nước; mớn nước phía trước đã tăng lên đến trên 17 m (56 ft). Đến 02 giờ 20 phút, khoảng 8.000 t (8.800 tấn Mỹ) nước đã tràn vào trong con tàu và nó ở trong nguy cơ rất cao bị lật úp; vì vậy Đại tá Harder ra lệnh bỏ tàu. Các tàu phóng lôi G37, G38, G40 và V45 đã cặp bên mạn để di tản thủy thủ đoàn của con tàu. Lúc 02 giờ 45 phút, Lützow bị ngập cho đến cầu tàu, tàu phóng lôi G38 phóng hai quả ngư lôi vào nó, và chỉ hai phút sau chiếc tàu chiến-tuần dương biến mất dưới làn nước. Con tàu ở khoảng 60 km (37 mi) về phía Tây Bắc Horns Reef khi nó bị đánh đắm; ước lượng ở tọa độ 56°15′B 5°53′Đ / 56,25°B 5,883°Đ.
Trong suốt trận chiến, Lützow đã bắn khoảng 380 quả đạn pháo hạng nặng và 400 quả pháo hạng hai, cùng hai quả ngư lôi. Đổi lại, nó bị bắn trúng 24 quả đạn pháo hạng nặng của Anh. Thủy thủ đoàn của con tàu chịu tổn thất 115 người thiệt mạng và 50 người khác bị thương, đứng thứ hai chỉ sau Derfflinger, vốn có 157 người thiệt mạng và 26 người bị thương.